# Фукурой (Сідзуока)

Фукуро́й (яп. 袋井市, ふくろいし, МФА: [ɸu̥kuɾoi̯ ɕi̥]?) — місто в Японії, в префектурі Сідзуока. Розташоване в південно-західній частині префектури, на березі Тихого океану.   Виникло на основі постоялого містечка на Східноморському шляху. Отримало статус міста 1958 року. Площа становить 108,56 км². Станом на 1 серпня 2011 року населення складало 84 902  осіб, густота населення — 782 осіб/км².  Основою економіки є сільське господарство, вирощування чаю і динь, машинобудування, фармацевтична промисловість, комерція.   